# Nová Říše
Nová Říše (en allemand : Neureisch) est une commune du district de Jihlava, dans la région de Vysočina, en République tchèque. Sa population s'élevait à 876 habitants en 2024.

## Géographie
Nová Říše se trouve dans le sud-ouest de la région historique de Moravie, à 18 km au sud-sud-est de Třešť, à 29 km au sud de Jihlava et à 133 km aus sud-est de Prague.
La commune est limitée par Dyjice et Vápovice au nord, par Bohuslavice à l'est, par Zdeňkov au sud-est, par Krasonice et Červený Hrádek au sud, et par Dolní Vilímeč et Vystrčenovice à l'ouest.

## Histoire
Le monastère de Nová Říše a été fondée en 1211 comme un couvent de femmes de l'ordre des prémontrés. Située dans le margraviat de Moravie, il fut rattaché au monastère de Zábrdovice à Brno. L'ensemble conventuel a été dévasté au cours des croisades contre les hussites dans les années 1420 ; en 1596, le couvent féminin  était éteint et Nová Říše fut une communauté de chanoines réguliers. 
Le monastère subissait de nouveaux dégâts durant la guerre de Trente Ans ; néanmoins, il prit ensuite un rapide essor et fut élevé au statut d'abbaye en 1733. 
Pendant la Seconde Guerre mondiale, sous le protectorat de Bohême-Moravie, en mai 1942, la SS firent irruption dans le complexe monastique ; les chanoines furent transférés à Auschwitz, où ils furent assassinés. Après la Seconde Guerre mondiale, sous le régime communiste de la République socialiste tchécoslovaque, l'abbaye fut confisquée. Elle n'a pu être rétablie qu'après la révolution de Velours (1989).

## Transports
Par la route, Nová Říše se trouve à 10 km de Telč, à 31 km de Jihlava et à 162 km de Prague.

## Personnalités
- Paul Wranitzky (1756–1808), compositeur ;
- Anton Wranitzky (1761–1820), compositeur ;
- Jan Novák (1921–1984), compositeur, disciple de Bohuslav Martinů.